# Lorenzo Petrarca
Lorenzo Petrarca (Sant'Omero, 24 de julho de 1997) é um motociclista italiano que compete atualmente na CIV Supersport 600 Championship.

## Carreira
Iniciou sua carreira em 2011, disputando o Campeonato Europeu de Minimotos. Em 2013, disputou o Campeonato Italiano de Motovelocidade entre 2013 e 2014, quando disputou o GP de San Marino e da Costa Rimini da Moto3, pilotando uma KTM RC250R da Team Ciatti. Petrarca terminou a prova em 25º lugar.
Voltou à divisão menor do Campeonato Mundial de Motovelocidade em 2016, desta vez pilotando uma Mahindra MGP30 da 3570 Team Italia, em sua única temporada completa na Moto3. Em 18 provas disputadas, o melhor resultado de Petrarca foi um 14º no GP da Malásia, conquistando 2 pontos e a 36ª posição na classificação geral.

## Links
- Perfil de Lorenzo Petrarca - MotoGP (em inglês)